# شلی رودمن
شلی رودمن (انگلیسی: Shelley Rudman; ۲۳ مارس ۱۹۸۱ – ) اهل بریتانیا بود.
وی در مسابقات کشوری و بین‌المللی در مجموع برندهٔ ۶ مدال طلا، ۶ مدال نقره، ۲ مدال برنز شده‌است.